# جین وولف (بازیگر)
جین وولف (انگلیسی: Jane Wolfe؛ ‏ ۲۱ مارس ۱۸۷۵ – ۲۹ مارس ۱۹۵۸) هنرپیشه اهل ایالات متحده آمریکا بود.
از فیلم‌ها یا برنامه‌های تلویزیونی که وی در آن نقش داشته‌است می‌توان به گردآوری، جنگ بوئر دوم، سیه پرها، فهرست سیاه، در سطح اشاره کرد.